# Sostrato di Pellene
Sostrato di Pellene (in greco antico: Σώστρατος?, Sòstratos; Pellene, inizio V secolo a.C. – V secolo a.C.) è stato un atleta greco antico, vincitore nello stadio della LXXX Olimpiade.

## Biografia
Sostrato visse a Pellene, in Acaia, e fu il secondo acheo a vincere i Giochi olimpici antichi nel 460 a.C. nella competizione dello Stadio, dopo che Ebota di Dine vinse nella stessa competizione durante la VI Olimpiade (775 a.C.).
Secondo Pausania Ebota aveva maledetto gli Achei perché non ricevette alcun onore dai suoi concittadini. La preghiera fu esaudita e per circa trecento anni nessun acheo riuscì vincire nelle gare olimpiche. Su responso dell'oracolo di Delfi, gli Achei decisero di erigergli una statua in Olimpia e un'altra nel territorio di Dime.
Dopo questo gesto Sostrato riuscì nell'LXXX Olimpiade (460 a.C.) a vincere nello stadio.
Pausania afferma che la sua tomba si trovava Dime.